# Matière grise
Matière grise és una pel·lícula ruandesa dirigida per Kivu Ruhorahoza.

## Sinopsi
La pel·lícula explica tres històries que estan separades i de vegades connectades. En el primer, el jove cineasta Balthazar està buscant diners a Kigali per produir la seva pel·lícula de debut, Le cycle du cafard, però el govern es nega a finançar una pel·lícula basada en les conseqüències del Genocidi ruandès. A la segona, la pel·lícula de Balthazar pren forma i retrata a un home tancat en un asil, que va ser un genocida durant la Guerra Civil ruandesa. A la tercera història, Yvan i Justine, germà i germana, són dos joves supervivents que intenten reconstruir la vida.

## Premis
- Festival de Cinema de Tribeca 2011[1]
- Festival de Cinema de Varsòvia 2011